# NGC 7637
NGC 7637 је спирална галаксија у сазвежђу Октант која се налази на NGC листи објеката дубоког неба.
Деклинација објекта је - 81° 54' 40" а ректасцензија 23h 26m 28,3s. Привидна величина (магнитуда) објекта NGC 7637 износи 12,5 а фотографска магнитуда 13,2. NGC 7637 је још познат и под ознакама ESO 12-1, AM 2322-821, IRAS 23226-8211, PGC 71440.